# Gibson Girl

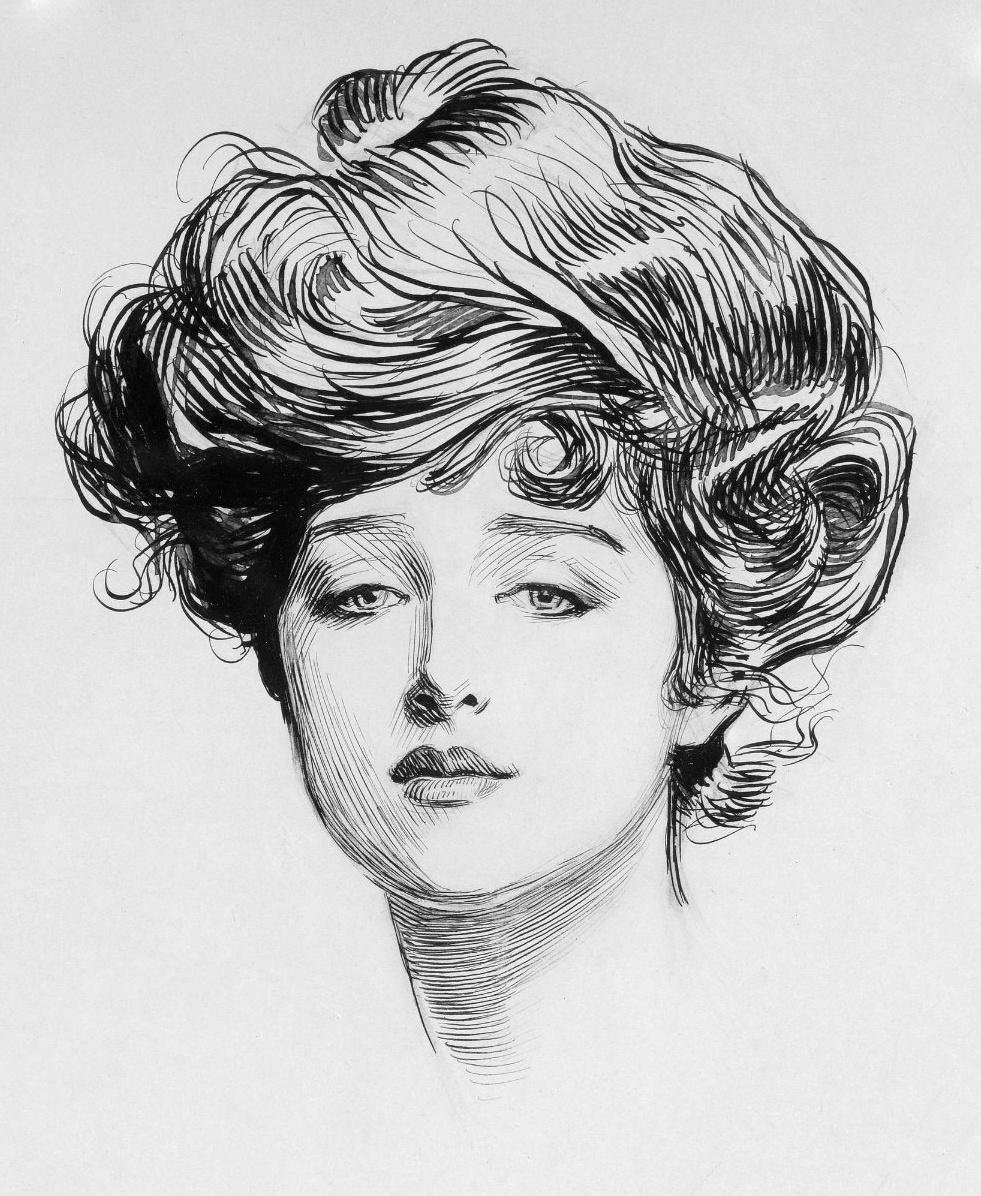
Skiss av Gibsonflickan, från cirka 1900.

"Gibson Girl" (alternativt "The Gibson Girl", 'Gibson-flickan') var ett mode- och kvinnoideal som skapades av tecknaren Charles Dana Gibson (1867-1944). Det betecknade en ungdomlig, ytterst feminin och likväl sportig kvinna.
Gibson gjorde flera teckningar i svart och vitt från 1896 och framåt; de blev en enorm succé och resulterade i den tecknade serien Mr. Pipps, som publicerades första gången i tidskriften Collier's Weekly 1899. 
"Gibsonflickan" porträtterades i olika omgivningar, till exempel som golfspelare, men hennes speciella personlighet accentuerades alltid med tidens långa svepande kjolar och stora hattar. Hon hade dessutom uppsatt hår och stärkblus med hög hals. Gibsons förebild var hans egen hustru, Irene, född Langthorne, och hennes systrar. 
En av företrädarna för denna stil var den svensk-amerikanska filmskådespelaren Anna Q. Nilsson.